# Pedètids
Els pedètids (Pedetidae) són una família de mamífers de l'ordre dels rosegadors. Les dues espècies vivents de la família, les rates llebre, es troben al sud d'Àfrica i també cap a Kenya, Tanzània i Uganda. Pel nord, se n'han trobat fòssils a Turquia. Conjuntament amb els anomalúrids, Petidae forma el subordre dels anomaluromorfs (Anomaluromorpha). El gènere fòssil Parapedetes, abans classificat en la seva pròpia família, ha estat reassignat al grup dels pedètids.

## Taxonomia
La família inclou un gènere vivent i quatre d'extints. Antigament s'havia inclòs el fòssil asiàtic Diatomys, però actualment es classifica a la família Diatomyidae amb la rata de roca laosiana.
- Megapedetes †. Macinnes, 1957 (Miocè inferior — Miocè mitjà, a Àfrica, Aràbia Saudita, Israel i Turquia)[5]
  - Megapedetes aegaeus †
  - Megapedetes gariepensis †
  - Megapedetes pentadactylus †
  - Megapedetes pickfordi †
- Oldrichpedetes †. Pickford i Mein, 2011 (Miocè inferior — Pliocè inferior, a Àfrica)[6]
  - Oldrichpedetes brigitteae †
  - Oldrichpedetes fejfari †
  - Oldrichpedetes pickfordi †
  - Oldrichpedetes praecursor †
- Pedetes. Illiger, 1811 (Pliocè inferior — recent, a Àfrica)[5]
  - Rata llebre sud-africana (P. capensis)
  - Pedetes gracilis †
  - Pedetes hagenstadti †
  - Pedetes surdaster
- Propedetes †
  - Propedetes efeldensis †
  - Propedetes laetoliensis †
- Rusingapedetes † Pickford i Mein, 2011 (Miocè inferior, a Àfrica)[6]
  - Rusingapedetes tsujikawai †